# Charlie Paddock
Charlie Paddock, född 11 augusti 1900 i Gainesville i Texas, död 21 juli 1943 i Sitka i Alaska, var en amerikansk friidrottare.
Paddock blev olympisk mästare på 100 meter och stafett 4 x 100 meter vid sommarspelen 1920 i Antwerpen .